# Undertow (canción de Genesis)
Undertow, (en castellano: Resaca) es una canción del grupo inglés Genesis, perteneciente al álbum And Then There Were Three del año 1978. Es la canción número dos del álbum y está compuesta por el tecladista Tony Banks.
La canción comienza como una balada al piano, la cual también se une la voz suave de Phil Collins y luego un lento rasgueo de guitarra de Mike Rutherford. La batería de Phil se une en la cuarta y da unos golpes, junto a un rasgueo del bajo, hasta llegar a un conmovedor estribillo, en la cual Phil potencia la voz y la batería, Tony los teclados y Mike toca un suave riff, hasta terminar con los teclados de Tony. La canción repite esa estructura hasta el final. 
La letra da el mensaje de disfrutar cada día de la vida ya que no sabemos qué nos pasará. El protagonista está en su casa con alguien viendo el paisaje invernal y unas personas sin donde dormir, pero se tranquiliza al saber que tiene hogar y alguien que lo acompañe. Pero piensa y le pregunta a su compañero qué haría en el último día de su vida, en la cual en el estribillo se responde con "enfrentarse con los golpes del destino y aprovechar al máximo" o "tirarse al suelo y llorar a los árboles y el cielo estará en rodillas" y suplicar voluntad, fe y fuerza para vivir. En la quinta estrofa, luego del primer estribillo, se habla sobre la diversión y el protagonista cuestionándose al carpe diem diciendo que siempre hay otra mañana (tema más tarde tratado en Living Forever), pero ve que los días se vuelven años y no hay mañana. La combinación de la letra y la música la hace uno de los temas más emocionantes y conmovedores de la banda.
La banda había planeado originalmente desarrollar y arreglar más la canción, pero su pista básica de guitarra, batería y piano, junto con su sencillo estribillo, era lo suficientemente fuerte como para mantenerla tal cual. Banks toca un piano de cola eléctrico Yamaha en el tema, que también incorpora bucles de voz hechos por la banda, que se mantuvieron "discretos y sutiles" en la mezcla final. Tony Banks compuso una introducción sombría a la canción de dos minutos, pero recordó el desacuerdo de los otros miembros ya que había suficientes partes de teclado en el álbum. La sección fue reelaborada y utilizada como parte de "From the Undertow", una pista del primer álbum en solitario de Banks, A Curious Feeling (1979). La canción, junto con el sencillo "Many Too Many", nunca fueron interpretadas en vivo, ni en la gira de 1978-79. Aun así, tuvo su lugar en el compilado "Platinum Collection", masterizado por Nick Davis, en el disco 2, pista 9.
- Datos: Q109316196